# San Antonio de Benagéber
San Antonio de Benagéber (in valenciano Sant Antoni de Benaixeve) è un comune spagnolo di 3 042 abitanti situato nella comunità autonoma Valenciana. Il comune venne creato l'8 aprile 1997 come distaccamento da Paterna.